# 郗绍
郗紹（？—？），高平郡金鄉縣人，東晉到劉宋的史學家，官至國子祭酒、東海王師。郗鑒的曾孫。

## 生平
郗绍著《晋中兴书》，多次给何法盛看。何法盛有意窃为己有，对郗绍说：“卿名位贵达，不复俟此延誉。我寒士，无闻于时，如袁宏、干宝之徒，赖有著述，流声于后。宜以为惠。”郗绍不给他。至书成，放到斋内书厨中，何法盛拜见郗绍，郗绍不在，直入窃书。郗绍回来就丢失了，因为没有复本，于是遂行何书。《隋书·经籍志》载“《晋中兴书》七十八卷”，题宋湘东太守何法盛撰。

## 子
郗燁，娶宋文帝之女尋陽公主，官至太子舍人，早卒。追贈金紫光祿大夫，梁武帝皇后郗徽之父。